# 私今あなたに恋をしています
「私今あなたに恋をしています」（わたしいまあなたにこいをしています）は、日本のシンガーソングライター・足立佳奈の楽曲。音楽配信限定シングルとして2017年8月30日にSME Recordsよりリリースされた。

## 概要
足立の初の音楽配信限定シングル。漫画家の幸田もも子とのコラボ作品となっており、自身の恋愛観に加え、幸田もも子の最新作『あたしの!』をイメージした楽曲となっている。AbemaTVの恋愛リアリティ―ショー『今日、好きになりました。』第10弾、第11弾テーマソングに採用された。

## 収録内容
| #  | タイトル                                                                                      | 作詞                 | 作曲               | 編曲     | 時間  |
| -- | --------------------------------------------------------------------------------------------- | -------------------- | ------------------ | -------- | ----- |
| 1. | 「私今あなたに恋をしています」(AbemaTV『今日、好きになりました。』第10弾、第11弾テーマソング) | 足立佳奈、幸田もも子 | 足立佳奈、宗本康兵 | 宗本康兵 | 03:45 |